# Czesław Balsewicz
Czesław Balsewicz – polski „Sprawiedliwy wśród Narodów Świata”. 

## Życiorys
W trakcie II wojny światowej mieszkał w Wilnie, stolicy Litwy, wówczas na terenie Komisariatu Rzeszy Wschód. Pomagał żydowskiej rodzinie Shalitów: dziewiętnastoletniemu Mordechajowi i dwudziestodwuletniemu Chaimowi Berze. Wydostał ich z miejscowego getta, po czym ukrył w pobliskich wioskach nieustannie czuwając aby niczego im nie zabrakło. Pomógł też w ucieczce córek ich starszego brata: czteroletniej Hani i ośmioletniej Ity. Dzięki Balsewiczowi, dzieci zostały ukryte w kurorcie w Wołokumpie nieopodal Wilna, skąd trafiły później do innej kryjówki, w Kolonii Magistrackiej. Balsewicz uratował z getta także przyjaciółkę Shalitów, Manię Laucen, którą później poślubił. Dzięki jego wsparciu, Żydzi, którym pomagał, doczekali przepędzenia Niemców przez Armię Czerwoną. Po zakończeniu wojny Balsewicz wraz z małżonką przeniósł się w granice powojennej Polski.
14 grudnia 1994 r. Instytut Jad Waszem uhonorował Czesława Balsewicza medalem „Sprawiedliwy wśród Narodów Świata”.